# Kolonia Chorzew
Kolonia Chorzew (do 2009 Chorzew) – wieś w Polsce, położona w województwie łódzkim, w powiecie pajęczańskim, w gminie Kiełczygłów.
| SIMC    | Nazwa         | Rodzaj    |
| ------- | ------------- | --------- |
| 0703977 | Józefina      | część wsi |
| 0703983 | Karczownia    | część wsi |
| 0703990 | Na Górce      | część wsi |
| 0704008 | Pod Tuchaniem | część wsi |

W latach 1975–1998 miejscowość administracyjnie należała do województwa sieradzkiego.
Do 31 grudnia 2008 miejscowość była kolonią i nosiła nazwę Chorzew.
Z Kolonii Chorzew pochodzi Jan Ryś, polski samorządowiec, były wojewoda sieradzki i starosta pajęczański.